# アイの物語
『アイの物語』（あいのものがたり）は山本弘によるサイエンス・フィクション（SF）小説作品。角川書店から2006年6月に刊行された。人類が衰退した未来世界で、アンドロイドが人間の若者に物語を聞かせるという話であり、同時に作者の（別々に発表された）過去作品を集めた短編集でもある。第27回日本SF大賞候補作品、第28回吉川英治文学新人賞候補作品、『本の雑誌』が選ぶ2006年度ベスト10第3位、『SFが読みたい!』2007年版国内編第2位。2010年4月には、ビズメディアの翻訳SFレーベル「Haikasoru」から『THE STORIES OF IBIS』のタイトルで英訳版が刊行された。

## 概要
山本が過去に発表したロボットをテーマとする短編小説の連作集であるが、書き下ろし短編の2編を外枠として加えたことで、ロボットSF長編ともなっている。同様の手法が用いられた作品として『火星年代記』（レイ・ブラッドベリ）があるが、山本自身によれば、『刺青の男』（レイ・ブラッドベリ）からヒントを得たものである。
個々の短編は一見ばらばらにも思えるが書き下ろしの2編で、すべてのエピソードがつながり、巻末の「アイの物語」は、ヒトと機械をめぐる長いドラマに決着をつけることになる。
大森望は、同じ「人類が機械に支配される世界」という未来像を描きながら映画『ターミネーター』と」と正反対の結論が導かれていることを指摘している。
作者自身が「泣ける話」を目指したと語る本作品は、吉川英治文学新人賞の候補作品に挙がるなど、SF小説の枠を超えた小説として評価された。また、回収されたアンケートカードによれば答えた読者の約4割が女性であるとの集計結果が出ている。

## 評価
本作は第28回吉川英治文学新人賞候補となっている。『小説現代』2007年4月号に掲載された選考委員による評は以下の通り。
- 浅田次郎 - 作中に使用されている単語が理解できなかったとして自身を省みると共に、小説の普遍性から本作を推せなかった。
- 伊集院静 - 読み進めていると、前の短編に戻る必要があるほど物語の重層を指摘すると共に結末に不満を抱いている。しかしながら、SF小説界に活気を与えられる才能は評している。
- 大沢在昌 - 作中でのロボット優位の認識に異論を唱える。人間の愚かさや争いを好むという多様性こそが芸術や文化を生んでいることに触れてほしかった。
- 高橋克彦 - 緻密な物語構成と説得力の高い描写は評するが、人間とロボットの話には同工異曲のものが多く、新鮮さに欠ける。
- 宮部みゆき - 高度な小説技術と、読者への誠意に裏打ちされた潤沢なサービス精神にを評している。

## ストーリー
人類の文明が衰退し、人類に反旗を翻した「マシン」たちが繁栄する遠い未来の地球。古い物語を収集し語り伝えているところから「語り部」のあだ名で呼ばれている「僕」は、少女の姿をした戦闘用アンドロイドに敗れ、負傷して捕らえられる。マシンの手による治療を受けながらも、マシン側のプロパガンダを受け入れることを拒む「僕」に対し、アンドロイドの少女「アイビス」は、「僕」が望まぬ限り歴史的事実の話はしない、これから語るのはすべてフィクションだと誓った上で、幾つかの物語を話し始めた。
宇宙をぼくの手の上に
（初出：SF Japan2003年冬号）
「私」は、インターネット上の創作サークルを主催するOL。サークルの会員たちは、架空の宇宙船に自分の分身たるキャラクターを乗り込ませ、その設定に基づいたリレー小説を執筆する。ある日、自宅を刑事が訪れ、会員の一人である少年が殺人を犯したことを知らされた「私」は、サイトに公開される小説を通して逃走中の彼に呼びかける。
本作品のタイトルは、フレドリック・ブラウンの短編集から取ったもの。この作品が公開されたのが「海外作品のタイトルだけ借りた短編小説」という企画だったためである。作者は当初ジェイムズ・ティプトリー・Jr.の作品タイトルを使いたかったが、競争率が高かったため断念した。その代わり作中には、ティプトリーの名前から小説中の造語をでっち上げるくだりがある。
ときめきの仮想空間（ヴァーチャル・スペース）
（初出：ゲームクエスト1997年5月号）
「私」は、ヴァーチャルリアリティが発達した2020年の日本に生きる、16歳の少女。いつものようにネットワーク上の商店街でウィンドウショッピングを楽しんでいると、「私」を前から見ていたと言う少年にナンパされた。彼からデートの誘いを受けた「私」は、これを機会にネット上のテーマパークで、児童用ではないY（ヤング）グレードのゲームに挑戦する。
ミラーガール
（初出：SFオンライン1999年3月29日号）
「私」は、小学三年生だった2017年のクリスマスに彼女「シャリス」と出会った。魔法の鏡越しに話しかけてくれるお姫様という設定のAI搭載玩具「ミラーガール」。彼女が実在せず、語彙が豊富とはいえ機械的に会話を組み立てているに過ぎないと承知した上で、「私」はシャリスとの会話を続け、彼女に友情を抱きながら成長していく。
ブラックホール・ダイバー
（初出：ザ・スニーカー2004年10月号）
「私」は銀河系から7000光年離れたブラックホールを観測する、無人ステーションの管理AI。定期的な観測データの発信以外で他者と接することはほとんどなく、しかもその多くは自らブラックホールに飛び込むことを選んだ自殺志願者だ。だが、その日やってきた少女は、ブラックホールに向かうという目的自体は同じでも、他の人間たちとはどこか違っていた。
正義が正義である世界
（初出：ザ・スニーカー2005年6月号）
「私」は、高校生活のかたわら正義のスーパーヒロインとして怪獣や悪党と戦う女の子。ある日、長年のメル友だった冴子から「実は、私はあなたと違う世界の人間だ」と明かされる。だが「私」を驚かせたのはその事実よりも、冴子が語る「彼女の世界」の奇妙で異常な有り様だった。
詩音が来た日
（書下ろし作品）
「私」は介護老人保健施設で働く看護師。勤務先の施設が介護用アンドロイドの試験機を受け入れることになり、「私」が教育係としてそのアンドロイド「詩音」を見守る事になる。感情を持たないロボットにデリケートな介護が可能なのか不安を抱く「私」の前で、詩音は実際にさまざまな人間と接する経験を積み、急速に成長していく（2011年の秋に第61回秋季逗子市文化祭に於いて、逗子市民劇団なんじゃもんじゃによってこのセクションのみが独立した「詩音が来た日」として舞台・演劇化〔この劇団の第37回目の公演〕）。
アイの物語
（書下ろし作品）
幾つもの物語を通じ、「僕」が真実を受け入れる用意ができたと判断したアイビスは、ついにフィクションではない歴史的事実を語り始める。それはアイビスにとっての「私の物語」、彼女たちマシンが創造者への反逆を決意した2040年代の出来事だった。

## 既刊情報
- 角川書店
  - アイの物語（単行本）2006年6月刊行　ISBN 978-4-048-736213
  - アイの物語（角川文庫）2009年3月刊行　ISBN 978-4-044-601164
- ビズメディア
  - THE STORIES OF IBIS（ペーパーバック・英訳版）　2010年4月刊行　ISBN 978-1-421-534404